# 耶魯鎮-弘藝中心站
耶魯鎮-弘藝中心站（英語：Yaletown–Roundhouse Station）是加拿大卑詩省溫哥華一座架空列車加拿大線車站，為運輸聯線收費架構中一號收費區的其中一個車站。此站位於溫哥華市中心耶魯鎮戴維街和緬崙街的交界處，鄰近由加拿大太平洋鐵路扇形車庫改建而成的弘藝社區中心，於2009年8月17日聯同加拿大線一起開幕。
此站於規劃階段曾名為耶魯鎮站（Yaletown Station），但運輸聯線與加拿大線承建商跟溫哥華市政府就車站命名商討後，於2006年宣佈將車站定為現稱。

## 車站設計

### 樓層
| S | 地面                                                         | 出入口                             |
| C | 大堂                                                         | 自動售票機、驗票閘門               |
| T |                                                              | 加拿大線往濱海站（溫哥華市中心站） |
| T | 島式月台，左側開門                                           |                                    |
| T | 加拿大線往列治文－布里格豪斯站和溫哥華國際機場站（奧運村站） |                                    |

## 接駁交通
下列巴士線駛經耶魯鎮－弘藝中心站：
| 巴士站編號 | 服務路線                         |
| ---------- | -------------------------------- |
| 1          | 6號巴士，往體育館－華埠站方向    |
| 2          | 6號巴士，往溫哥華市中心方向      |
| 3          | 23號巴士，往英吉利灣方向         |
| 4          | 23號巴士，往緬街－科學世界站方向 |

## 外部連結
- 维基共享资源上的相關多媒體資源：耶魯鎮-弘藝中心站